# ジョニー・バレンティナ
ジョニー・バレンティナ（Johnny Balentina, 1971年8月8日 - ）は、オランダ領アンティルのキュラソー島ウィレムスタッド出身のプロ野球選手（外野手）。右投げ右打ち。

## 選手としての特徴
代表常連のベテラン選手で1996年のアトランタオリンピック、2000年当時最強のキューバを破ったシドニーオリンピック、史上最高の5位入賞を達成したアテネオリンピックと代表を10年以上つとめたオランダ代表を象徴する選手。2006年のワールドベースボールクラシックにも選出された。三振の少ない確実性のある打撃でオランダで高打率を残している。最大の特徴は俊足を生かした走塁と外野守備。

## 詳細情報

### 代表歴
- アトランタオリンピック野球オランダ代表
- シドニーオリンピック野球オランダ代表
- アテネオリンピック野球オランダ代表
- 2006 ワールド・ベースボール・クラシック・オランダ代表